# Fusicladium
Fusicladium Bonnord. – rodzaj workowców z rodziny Venturiaceae.

## Systematyka i nazewnictwo
Pozycja w klasyfikacji według Index Fungorum: Venturiaceae, Venturiales, Pleosporomycetidae, Dothideomycetes, Pezizomycotina, Ascomycota, Fungi.
Synonimy: Actinonema Fr., Basiascum Cavara, Fusicladiopsis Karak. & Vassiljevsky, Hormocladium Höhn., Karakulinia N.P. Golovina, Megacladosporium Vienn.-Bourg., Napicladium Thüm., Phlyctidium Wallr., Pollaccia E. Bald. & Cif., Spilocaea Fr.

## Charakterystyka
Gatunki należące do rodzaju Fusicladium to pasożyty i saprotrofy roślin. Na ich liściach, owocach i pędach powodują plamistość liści, nekrozę i zniekształcenia. Plamy są pojedyncze lub liczne i rozproszone, okrągławe lub różnokształtne o barwie od oliwkowej przez oliwkowobrązową do czarnej.
Grzybnia rozwija się wewnątrz tkanek roślin, pod skórką, śródskórkowo lub między komórkami, czasami tworzy tzw. podkładki niewłaściwe (pseudopodkładki). Pseudopodkładki  (pseudostromata) jeśli powstają, zbudowane są  z izodiametrycznych nabrzmiałych, pigmentowanych strzępek tworzących pasma lub płytki, rzadko tylko rozwijające się na zewnętrznej stronie rośliny. Konidiofory pojedyncze w rozproszeniu lub tworzące konidiomy typu sporodochium. Wyrastają ze strzępek rozwijających się wewnątrz rośliny lub z pseudopodkładek, czasami przez aparaty szparkowe roślin. Są wyprostowane, cylindryczne, proste lub nieco pogięte, gruszkowate lub nieco maczugowate, zazwyczaj pojedyncze, rzadko rozgałęzione, o końcach nieco jaśniejszych, ścianach cienkich lub nieco pogrubionych. Czasami zredukowane są tylko do komórek konidiotwórczych. Komórki konidiotwórcze zintegrowane, końcowe lub interkalarne, o proliferacji stałej lub sympodialnej. Konidia powstają pojedynczo, w prostych lub rozgałęzionych łańcuszkach akroptalnych. Są typu amerokonidium, didymokonidium, fragmokonidium, o kształcie elipsowato-jajowatym, jajowatym, wrzecionowatym, maczugowatym, prawie cylindrycznym, proste lub nieco zakrzywione, o barwie od prawie szklistej do średnio brązowej, zazwyczaj jednak oliwkowe. Na przegrodach są zazwyczaj niezwężone, ściany mają gładkie lub brodawkowane, końce zaostrzone, ścięte lub zaokrąglone, ściany cienkie lub nieco pogrubione.

## Gatunki występujące w Polsce
- Fusicladium betulae Aderh. 1897
- Fusicladium britannicum (M.B. Ellis) U. Braun & K. Schub. 2008
- Fusicladium cerasi (Rabenh.) Erikss. 1885
- Fusicladium convolvulorum Ondrej 1971[4]
- Fusicladium fraxini Sacc. 1899
- Fusicladium virgaureae Ondřej 1971

Nazwy naukowe na podstawie Index Fungorum. Wykaz gatunków według M. Ruszkiewicz-Michalskiej i E. Połeć. Pominięto te gatunki, które w wyniku krytycznej analizy filogenetycznej zostały przez Index Fungorum uznane za synonimy.